# ¿Quién quiere ser millonario? (Ecuador)
¿Quién quiere ser millonario? es un programa concurso emitido en todo el mundo. En su versión de Ecuador, es transmitido por la televisora Ecuavisa los domingos, en horario estelar, con la conducción de Alfonso Espinosa de los Monteros. El programa se emitió durante 2001, hasta el día 25 de septiembre de 2011. Al principio, este programa fue grabado en los estudios de Global Televisión Canal 13, en Lima. La segunda, tercera y cuarta, se grabaron en los estudios de Caracol TV, en Bogotá, en vista de que Ecuavisa no tenía un estudio con las características requeridas por la franquicia por lo cual los concursantes eran trasladados a dichos país para emitir el programa. El premio mayor se lo llevó solo una persona, María Fernanda Compte. En la emisión ecuatoriana, al igual que en la de Colombia, para marcar una respuesta como definitiva el presentador pregunta "¿Última palabra?" a lo cual el concursante contesta afirmativamente o usando dicha expresión.
En agosto del 2009 fue estrenada la segunda temporada en Ecuavisa con el mismo presentador e iguales reglas de juego de la anterior temporada. Además, la televisora posee un estudio en Quito con las características requeridas y el programa desde esta última temporada se la realizó dentro de Ecuador. En los últimos días de emisión de esta temporada, el programa se hizo con estudiantes adolescentes procedentes de institutos educativos privados de Ecuador. En esta última etapa la estudiante Jessica Cedeño ganó 25.000 dólares, la cifra más alta en premios más alta que haya llevado un participante.
Los premios son los siguientes:
| Pregunta 15 | $25,000 | $50,000 |
| Pregunta 14 | $20,000 | $25,000 |
| Pregunta 13 | $15,000 | $12,000 |
| Pregunta 12 | $10,000 | $8,000  |
| Pregunta 11 | $6,000  | $5,000  |
| Zona Segura | $3,000  | $3,000  |
| Pregunta 9  | $1,600  | $1,500  |
| Pregunta 8  | $800    | $800    |
| Pregunta 7  | $600    | $600    |
| Pregunta 6  | $400    | $400    |
| Zona Segura | $200    | $200    |
| Pregunta 4  | $150    | $150    |
| Pregunta 3  | $100    | $100    |
| Pregunta 2  | $50     | $75     |
| Pregunta 1  | $25     | $50     |

## ¿Quién quiere ser millonario?: Alta tensión
En el 2012, la nueva temporada del programa fue llamada Quién quiere ser millonario?: Alta tensión. Fue conducido por Estéfani Espín. Basada también en un formato internacional, esta edición presentaba varios cambios respecto al formato original:
- Hay un tiempo determinado para responder: de la 1.ª hasta la 5.ª, 15 segundos, de la 6.ª a la 10.ª 30, y de la 11.ª a la 1.ª 45, lo que hace el juego más ágil y más fácil ya que no solo se hace preguntas de historia y literatura sino también se hacen preguntas de imagen y sonido,
- En vez de 4 comodines, hay solo uno denominado Paso el cual se puede utilizar una sola vez. Cuando un jugador ocupa el Paso, el concursante que sigue (de los 6 participantes en juego) se le hace la misma pregunta que dejó el jugador anterior, pero este no puede pasar en la misma pregunta. Si contesta correctamente la pregunta, continúa en el juego y puede ya usar su paso (solo si el jugador no ha pasado antes).
- El movimiento de los jugadores es rotativo. Si el último concursante pasa o queda eliminado, el juego continúa nuevamente con el primer concursante (o el primero que no haya sido eliminado) y la secuencia se repetirá hasta que quede un solo concursante en competencia o hasta llegar a la última pregunta, según el avance del juego.
- Si un jugador se equivoca en la respuesta, el jugador pierde y perjudica a los demás, ya que al equivocarse una persona, el monto final de dinero va bajando cada vez un peldaño de la escala de premios. Esto es: El juego inicia con 6 jugadores y 15 preguntas a las que les corresponde un peldaño de la escala de premios. Si un jugador se elimina, el juego en lo posterior tendrá solo 14 preguntas y ya no se disputará el monto máximo del juego sino el valor correspondiende al penúltimo peldaño. Así se continúa hasta quedar con un solo concursante o hasta llegar a la última pregunta que esté en juego.

Los cambios en el formato y presentador del programa fueron mal recibidos por el público. Como consecuencia de ello, la popularidad del programa decayó considerablemente, además de recibir muy malas críticas por parte de los seguidores de la versión clásica del programa. El programa llegó a su fin luego de la primera temporada debido al escaso rating que generaba.